# Notre-Dame-d'Estrées
Notre-Dame-d'Estrées és un municipi francès situat al departament de Calvados i a la regió de Normandia. L'any 2007 tenia 136 habitants.

## Demografia

### Població
El 2007 la població de fet de Notre-Dame-d'Estrées era de 136 persones. Hi havia 49 famílies de les quals 10 eren unipersonals (10 dones vivint soles i 10 dones vivint soles), 16 parelles sense fills i 23 parelles amb fills.
La població ha evolucionat segons el següent gràfic:
Habitants censats

### Habitatges
El 2007 hi havia 73 habitatges, 53 eren l'habitatge principal de la família, 16 eren segones residències i 5 estaven desocupats. 66 eren cases i 7 eren apartaments. Dels 53 habitatges principals, 31 estaven ocupats pels seus propietaris, 15 estaven llogats i ocupats pels llogaters i 7 estaven cedits a títol gratuït; 1 tenia una cambra, 4 en tenien dues, 7 en tenien tres, 6 en tenien quatre i 35 en tenien cinc o més. 36 habitatges disposaven pel capbaix d'una plaça de pàrquing. A 21 habitatges hi havia un automòbil i a 28 n'hi havia dos o més.

### Piràmide de població
La piràmide de població per edats i sexe el 2009 era:
| Homes | Edats   | Dones |
| ----- | ------- | ----- |
| 0     | 95 o +  | 0     |
| 0     | 90 a 94 | 0     |
| 0     | 85 a 89 | 0     |
| 0     | 80 a 84 | 0     |
| 8     | 75 a 79 | 0     |
| 4     | 70 a 74 | 0     |
| 8     | 65 a 69 | 12    |
| 0     | 60 a 64 | 0     |
| 0     | 55 a 59 | 4     |
| 0     | 50 a 54 | 4     |
| 0     | 45 a 49 | 8     |
| 12    | 40 a 44 | 0     |
| 8     | 35 a 39 | 4     |
| 8     | 30 a 34 | 4     |
| 4     | 25 a 29 | 4     |
| 12    | 20 a 24 | 0     |
| 4     | 15 a 19 | 4     |
| 4     | 10 a 14 | 8     |
| 4     | 5 a 9   | 8     |
| 0     | 0 a 4   | 4     |

## Economia
El 2007 la població en edat de treballar era de 91 persones, 72 eren actives i 19 eren inactives. De les 72 persones actives 64 estaven ocupades (32 homes i 32 dones) i 8 estaven aturades (5 homes i 3 dones). De les 19 persones inactives 7 estaven jubilades, 7 estaven estudiant i 5 estaven classificades com a «altres inactius».

### Ingressos
El 2009 a Notre-Dame-d'Estrées hi havia 58 unitats fiscals que integraven 155 persones, la mediana anual d'ingressos fiscals per persona era de 17.373 €.

### Activitats econòmiques
Dels 8 establiments que hi havia el 2007, 2 eren d'empreses de construcció, 1 d'una empresa de comerç i reparació d'automòbils, 1 d'una empresa d'hostatgeria i restauració, 1 d'una empresa immobiliària, 2 d'entitats de l'administració pública i 1 d'una empresa classificada com a «altres activitats de serveis».
L'únic servei als particulars que hi havia el 2009 era una fusteria.
L'any 2000 a Notre-Dame-d'Estrées hi havia 14 explotacions agrícoles que ocupaven un total de 889 hectàrees.

## Poblacions més properes
El següent diagrama mostra les poblacions més properes.